# Run Run Shaw
Sir Run Run Shaw (født 19. november 1907, død 7. januar 2014) var en mediemagnat indenfor underholdingsbranchen fra Hongkong, Kina. 
Han grundlagde det berømte Shaw Brothers Studio, der var et af de største filmproduktion-studier i verden samt Television Broadcasts Limited, der er det dominerende tv-selskab i Hong Kong.
Run Run Shaw blev født i Ningbo, Zhejiang, Kina og fik sin uddannelse i USA. 
Run var den yngste af seks sønner af tekstil købmand Shaw Yuh Hsuen, (1867 – 1920), fra Shanghai.
I 1927 han som 19-årig til Singapore, hvor han hjalp sin storebror med dennes forretninger, herunder filmdistribution. Sammen med sine brødre grundlade han et firma, der distribuerede film og drev biografer i Singapore og Malaysia. I 1934 flyttede han hovedkontoret til Hong Kong. Firmaet var dog fortsat aktivt i hele regionen, hvor brødrene på et tidspunkt drev 139 biografer og producerede film, ligesom de øgså drev flere forlystelsesparker. Run Run Shaw hae selv instrueret enkelte spillefilm i perioden. Ved Japans invasion af Malaysia i 1941 mistede firmaet og Run Run Shaw de fleste af aktiverne i regionen.
Efter afslutningen af krigen flyttet Run Run Shaw i 1957 til Hong Kong, hvor han i 1958 grundlagde filmstudiet Shaw Brothers, der etablerede faste studier som i Hollywood. Shaw Brothers blev i 1960'erne Asiens største producent af spillefilm. Shaw Brothers producerede bl.a. en række Kung Fu-film i 1960'erne og 1970'erne. Efter at have afvist skuespilleren Bruce Lee neddroslede Run Run Shaw interesserne i filmindustrien og koncentrerede sig i stedet om tv-produktion. Der blev dog fortsat produceret film i Shaw Brothers op gennem 1980'erne.
Run Run Shaw etablerede i 1967 Television Broadcasts Limited, der blev Hong Kongs største tv-station. Selskabet fik sendetilladelser i en lang række lande, herunder USA, Canada og Taiwan. Run Run Shaw sad som bestyrelsesformand i Television Broadcasts Limited indtil december 2011, da han var 104 år gammel. 
Asteoriden 2899 Runrun Shaw er opkaldt efter Sir Run Run Shaw.

## Eksterne links
- Wikimedia Commons har flere filer relateret til Run Run Shaw
- Nekrolog i politiken.dk Arkiveret 7. januar 2014 hos  Wayback Machine